# Molosik
Molosik (Molossops) – rodzaj ssaków z podrodziny molosów (Molossinae) w obrębie rodziny molosowatych (Molossidae).

## Rozmieszczenie geograficzne
Rodzaj obejmuje gatunki występujące na większości terenów Ameryki Południowej (największy obszar zamieszkuje Molossops temminckii).

## Morfologia
Długość ciała (bez ogona) 48–68 mm, długość ogona 19–40 mm, długość ucha 7–16 mm, długość tylnej stopy 4–10 mm, długość przedramienia 29–40 mm; masa ciała 4–16 g.

## Systematyka
Rodzaj (w randze podrodzaju w obrębie Molossus) zdefiniował w 1866 roku niemiecki zoolog Wilhelm Peters w artykule zatytułowanym O brazylijskich nietoperzach opisanych przez von Spixa, opublikowanym na łamach ”Monatsberichte der Königlichen Preussische Akademie des Wissenschaften zu Berlin”. Peters nie wyznaczył gatunku typowego; gatunkiem typowym jest (późniejsze oznaczenie) molosik malutki (M. temminckii).

### Etymologia
- Dysopes: gr. δυσωπέω dysōpeō ‘mieć zmienne oblicza’[10]. Gatunek typowy: Dysopes temminckii Burmeister, 1854.
- Molossops (Mollossops): rodzaj Molossus É. Geoffroy Saint-Hilaire, 1805 (molos); gr. ωψ ōps, ωπος ōpos ‘wygląd’[11].

### Podział systematyczny
Do rodzaju należą następujące gatunki:
| Grafika | Gatunek                | Autor i rok opisu              | Nazwa zwyczajowa | Podgatunki         | Rozmieszczenie geograficzne | Podstawowe wymiary                                     | Status IUCN |
| ------- | ---------------------- | ------------------------------ | ---------------- | ------------------ | --- | ------------------------------------------------------ | ----------- |
|         | Molossops neglectus    | S.L. Williams & Genoways, 1980 | molosik rudawy   | gatunek monotypowy | rozłącznie w zachodniej i południowej Kolumbii, wschodniej Wenezueli. regionie Gujana, północno-wschodnim i środkowym Peru, północnej, południowo-wschodnim i południowej Brazylii i północno-wschodniej Argentynie (Misiones i Corrientes); zakres wysokości: powyżej 300 m n.p.m. | DC: 5,5–6,8 cm DO: 2,7–4 cm DP: 3,3–4 cm MC: 9–16 g    | DD          |
|         | Molossops temminckii   | (Burmeister, 1854)             | molosik malutki  | gatunek monotypowy | Kolumbia, Wenezuela, południowo-zachodnia Gujana, północno-wschodni Ekwador, wschodnie Paru, Brazylia, Boliwia, Paragwaj, północna Argentyna i zachodni Urugwaj; zakres wysokości: 0–1000 m n.p.m.                                                                                  | DC: 4,8–6 cm DO: 1,9–2,7 cm DP: 2,9–3,3 cm MC: 4–9 g   | LC          |
|         | Molossops griseiventer | Sanborn, 1941                  |                  | gatunek monotypowy | endemit Kolumbii: Antioquia, Cundinamarca, Huila, Caldas, Santander i Tolima; zakres wysokości: poniżej 900 m n.p.m. | DC: brak danych DO: brak danych DP: 3,1–3,2 cm MC: 7 g | NE          |

Kategorie IUCN:  LC  – gatunek najmniejszej troski,  DD  – gatunki o nieokreślonym stopniu zagrożenia;  NE  – gatunki niepoddane jeszcze ocenie.